# Astragal (gry)

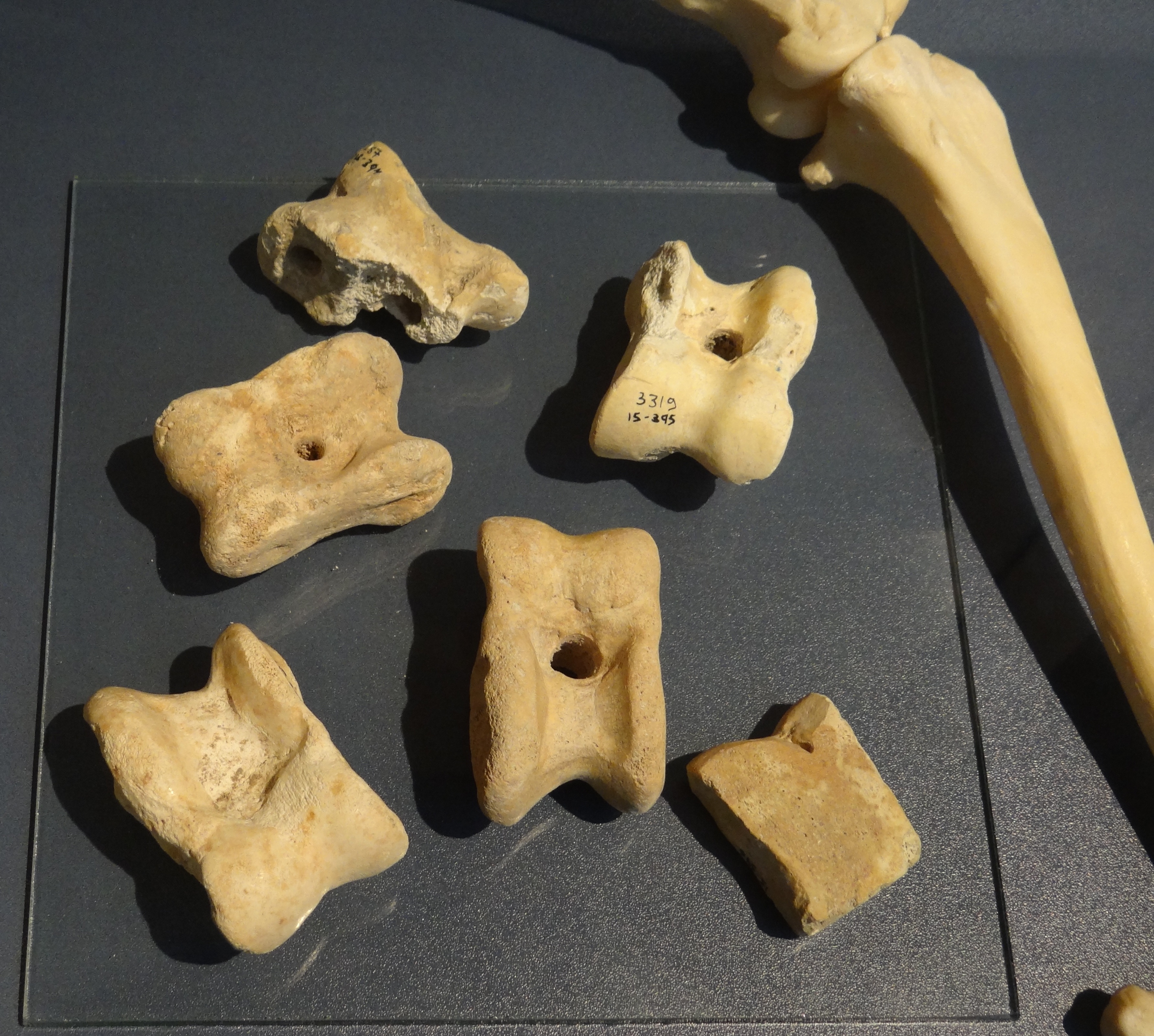
Astragale z kości owczych. Maresza, III–II wiek p.n.e., okres hellenistyczny. Muzeum Hecht w Izraelu

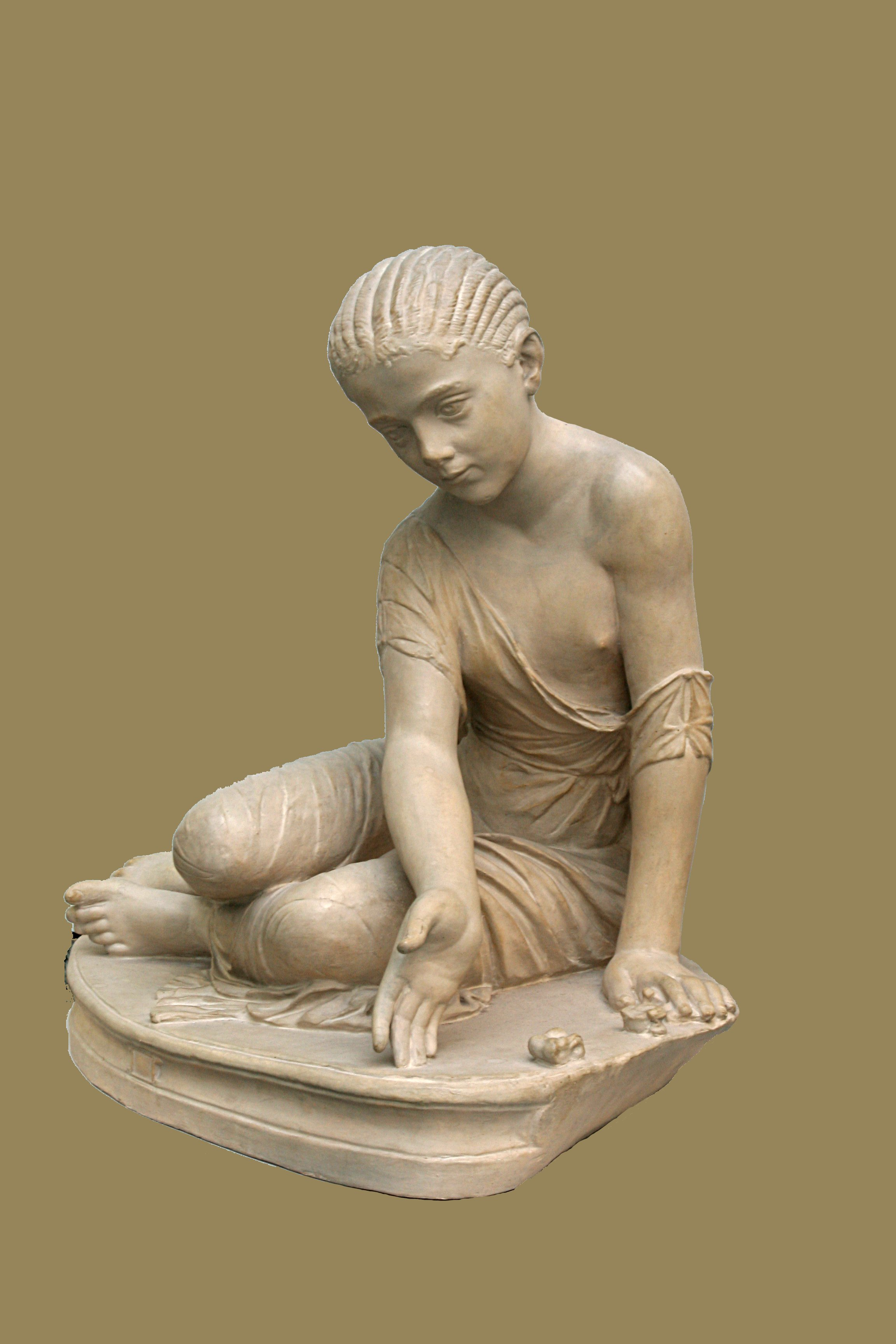
Rzymska rzeźba dziewczyny grającej astragalem. 130 - 150 n.e. Berlin, Staatliche Museen zu Berlin.

Astragal, astragalus − zwierzęca kość skokowa lub jej naśladownictwo w innym materiale używana od starożytności do gier, również nazwa różnych gier prowadzonych za pomocą tych kości. 
Jako astragale wykorzystywano kości skokowe, głównie kóz lub owiec, rzadziej krowie. Znane są też astragale pozyskane od świń oraz wykonane na kształt tych kości formy z innych materiałów, np. metali. Nazwą astragale określano także różne gry prowadzone z wykorzystaniem tych kości. 
Najstarsze niewątpliwe zastosowania astragali do gier udokumentowane są dla antycznej Grecji, a następnie dla starożytnego Rzymu. Na ziemiach polskich takie zastosowania znane są od czasów kultury przeworskiej, a zestawy astragali znajdywano m.in. w grobach przedstawicieli tej kultury. Były też często stosowane w grach w okresie średniowiecza w Europie. 
Ze względu na stosowanie astragali w grach losowych były one również kojarzone ze szczęściem i dlatego stosowano je jako amulety, nosząc oprócz oryginalnych kości również ich podobizny ceramiczne, szklane, odlane z brązu lub wykonane ze złota. Astragale stosowano także w antyku do wróżb oraz jako dary wotywne w świątyniach. 
Gry astragalami były uwieczniane w sztuce, zarówno antycznej, jak i nowożytnej, m.in. na obrazie Zabawy dziecięce pędzla Pietera Bruegla. Gry z ich zastosowaniem przedstawiano również na antycznych monetach.  